# Zec du Lac-de-la-Boiteuse
Pour les articles homonymes, voir Boiteuse.
La zec du Lac-de-la-Boiteuse est une zone d'exploitation contrôlée (ZEC) située le territoire non organisé du Mont-Valin, dans la municipalité régionale de comté (MRC), Le Fjord-du-Saguenay, dans la région administrative du Saguenay–Lac-Saint-Jean, au Québec, au Canada.

## Géographie
Le territoire de la zec est délimité par :
- à l'ouest: les lacs Vermont et La Mothe,
- au sud: le lac Bilodeau,
- au sud-ouest: le Lac Tchitogème,
- à l'ouest: la rivière Péribonka coule vers le sud (à l'extérieur de la zec) en parallèle à la limite de la zec, en gardant une distance entre 4,6 km et 8,7 km.

Couvrant une superficie de 389 km2, le territoire de la zec du Lac-de-la-Boiteuse est situé au nord de la rivière Saguenay. Elle comporte 180 lacs dont 95 sont exploités pour la pêche sportive. La zec compte cinq rivières dont trois sont exploitées pour la pêche. Les deux villes les plus proches de la zec du Lac-de-la-Boiteuse sont Alma (20 km) et de Saguenay (ville). La localité la plus rapprochée de la zec est Notre-Dame-du-Rosaire.
Les principaux lacs de la zec sont : Auguste, des Bacon, lac de la Boiteuse, Cléophe, en Cœur, Culotte, Entre-Deux, Grand lac aux Outardes, des îles, Jobbers, Maltais, Petit lac aux Visions, des Poux, Rond, Smith, Tarrant et du Trou.
Le poste d'accueil de la zec est situé à l'extrême sud du territoire, un peu au nord du Lac à l'Ours.

## Toponymie
L'appellation « zec du Lac-de-la-Boiteuse » est liée au lac de la Boiteuse, soit le plus grand lac du territoire de la zec. Cette zec est située au sud de la baie de la Boiteuse, laquelle est une baie du sud-ouest du lac Onatchiway. Le toponyme zec du Lac-de-la-Boiteuse a été officialisé le 5 août 1982 à la Banque des noms de lieux de la Commission de toponymie du Québec.

## Chasse et pêche
Dans la zec, les amateurs de plein air peuvent s'adonner à diverses activités: chasse, pêche, randonnée pédestre, randonnée en VTT ou autoneige, camping sauvage, ainsi que l'observation des paysages, de la flore et de la faune. Le Lac de la Boiteuse et le Lac des Bacon sont munis d'une rampe de mise à l'eau.
Les pêcheurs doivent se conformer au règlement en vigueur sur la pêche sportive, en respectant les quotas. L'Omble de fontaine est contingentée.
Le lynx roux et le lynx du Canada, deux espèces jugées vulnérables, sont présents sur le territoire de la zec. Les ornithologues peuvent aussi y observer diverses espèces d'oiseaux de proie notamment des hiboux, des aiglex, des fauconx, des chouettes rayées et des grands hérons.
Le gibier étant abondant sur le territoire de la zec, la chasse est contingentée notamment selon les périodes de l'année, les engins de chasse, les secteurs du territoire pour les espèces suivantes : orignal, ours noir, gélinotte, tétras et lièvre.